# Amphisbaena pretrei
Espèce
Synonymes
- Amphisbaena subocularis Peters, 1879
- Amphisbaena brachyura Amaral, 1932

Statut de conservation UICN

 LC  : Préoccupation mineure
Amphisbaena pretrei est une espèce d'amphisbènes de la famille des Amphisbaenidae.

## Répartition
Cette espèce est endémique du Brésil. Elle se rencontre du Rio Grande do Norte au Minas Gerais.

## Étymologie
Cette espèce est nommée en l'honneur de M. Pretre, qui a illustré le livre de Duméril & Bibron.

## Publication originale
- Duméril & Bibron, 1839 : Erpétologie Générale ou Histoire Naturelle Complète des Reptiles. vol. 5, Roret/Fain et Thunot, Paris, p. 1-871 (texte intégral).